# Rock Hard Festival

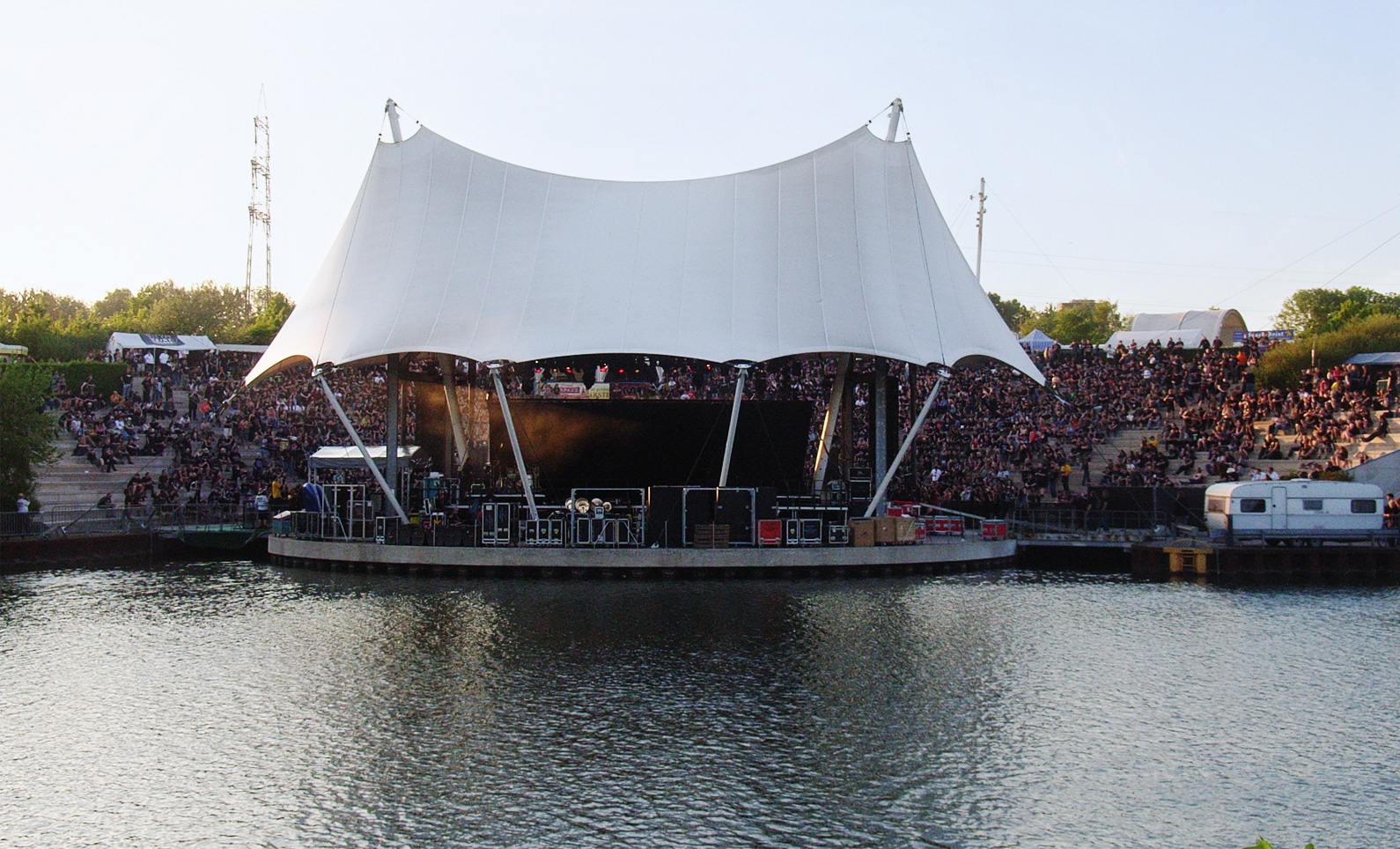
Amphitheater mit Fans während des 6. RHF

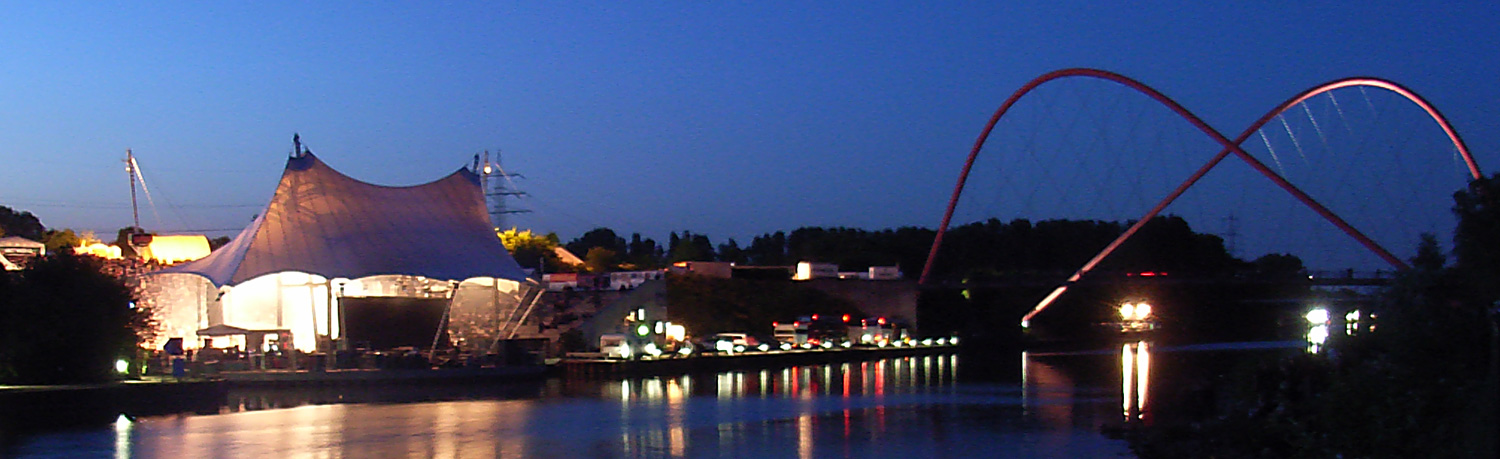
Amphitheater am Abend

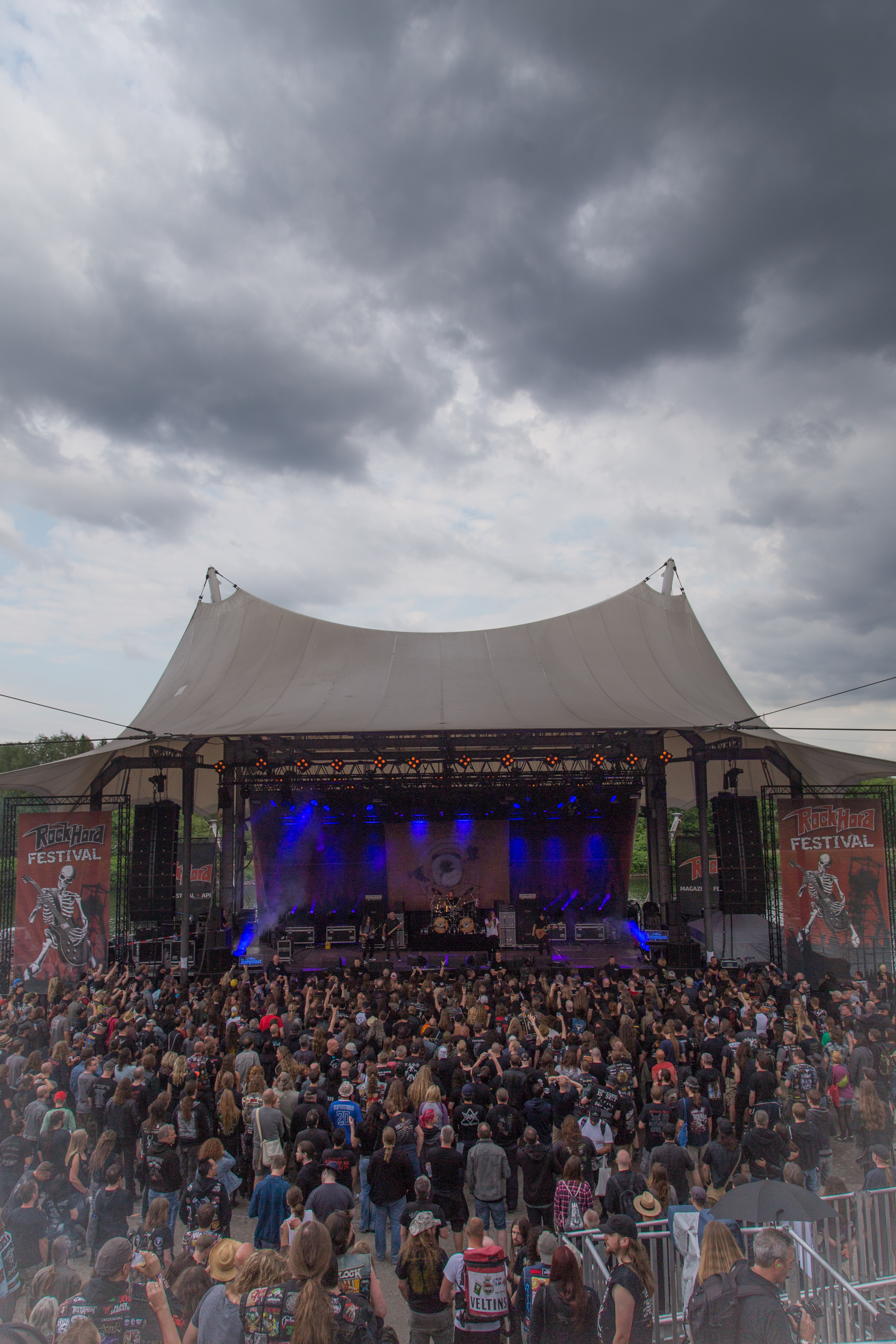
Blick auf die Bühne

Das Rock Hard Festival (kurz: RHF) ist ein Metal-Festival, das von der Zeitschrift Rock Hard ins Leben gerufen wurde und jährlich in Gelsenkirchen stattfindet.

## Geschichte

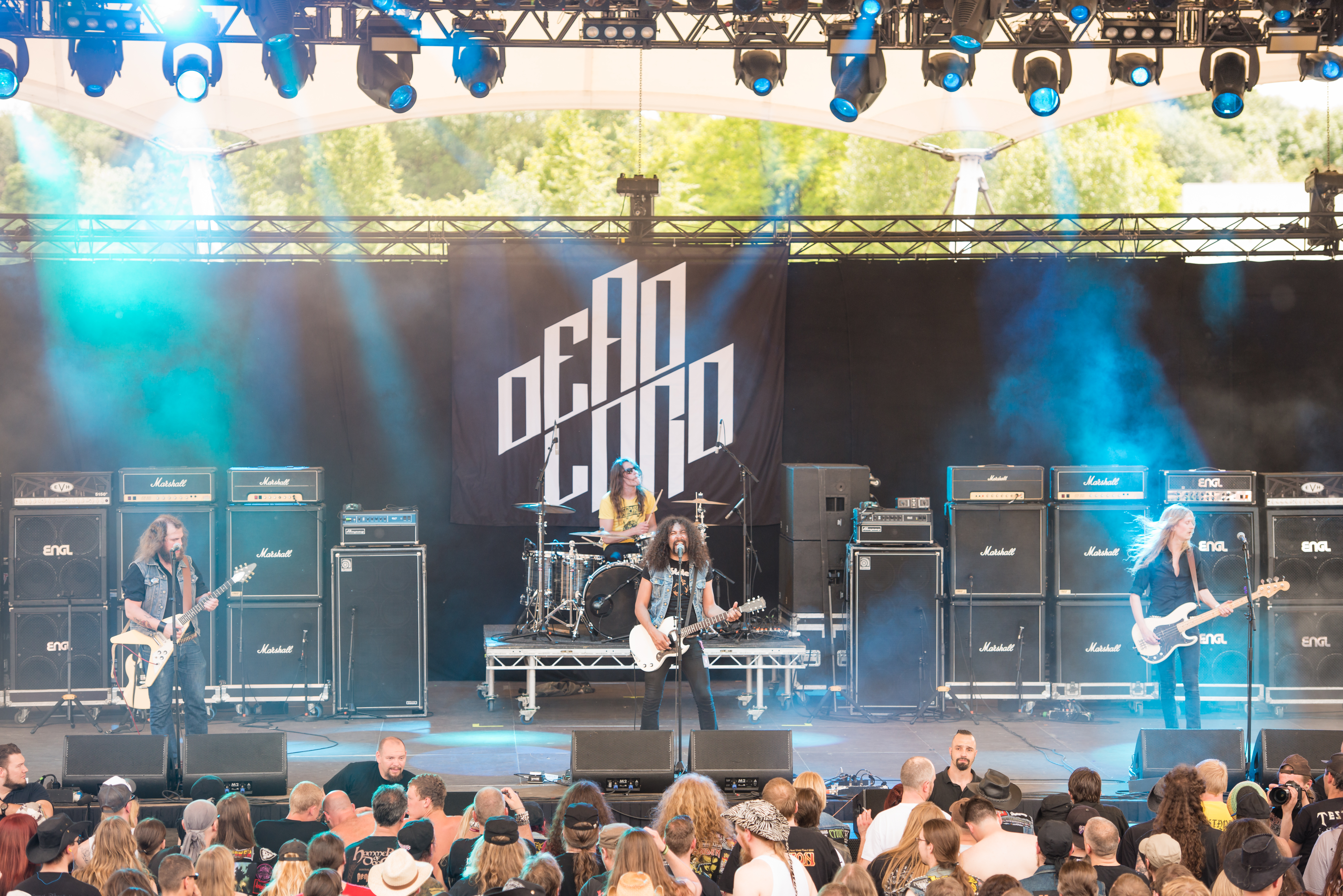
Dead Lord live 2014

Das Rock-Hard-Festival fand in seiner heutigen Form erstmals 2003 im Amphitheater in Gelsenkirchen am Rhein-Herne-Kanal statt. Es standen zahlreiche Metalgrößen wie Blind Guardian, Saxon, Anthrax oder Kreator auf der Bühne. Es war als einmaliges Festival zum 20-jährigen Bestehen des Rock Hard geplant, wurde aber aufgrund seines großen Erfolges 2004 wiederholt und findet nun jährlich zu Pfingsten statt. Seitdem besitzt auch das Ruhrgebiet, immerhin der bevölkerungsreichste Ballungsraum Europas, ein international besetztes Festival. Das Amphitheater bietet im Innenraum etwa 7.000 Besuchern Platz.
Bereits zu Anfang der 1990er-Jahre gab es ein Rock-Hard-Festival, das ebenfalls von dem Magazin organisiert wurde, jedoch an unterschiedlichen Orten in Deutschland stattfand. Zuerst fand es 1990 in Lichtenfels als eintägiges Rock Hard Open Air Festival statt. 1991 fand es an zwei Orten statt, in Berlin und erneut in Lichtenfels. Anlass war die 50. Ausgabe des Magazins. Ursprünglich war es in diesem Jahr in Sonneberg bei Coburg geplant gewesen, musste aber kurzfristig, noch nach Erscheinen der ankündigenden Heftausgabe auf Betreiben der Stadt Sonneberg verlegt werden. Man entschied sich daher, auf den Ort des Vorjahres auszuweichen. Bei den Freiluftveranstaltungen war teilweise auch vom Rock Hard Open Air die Rede, die Berliner Eintrittskarten trugen aber die Beschriftung Rock Hard Festival.

## Line-Ups und Daten

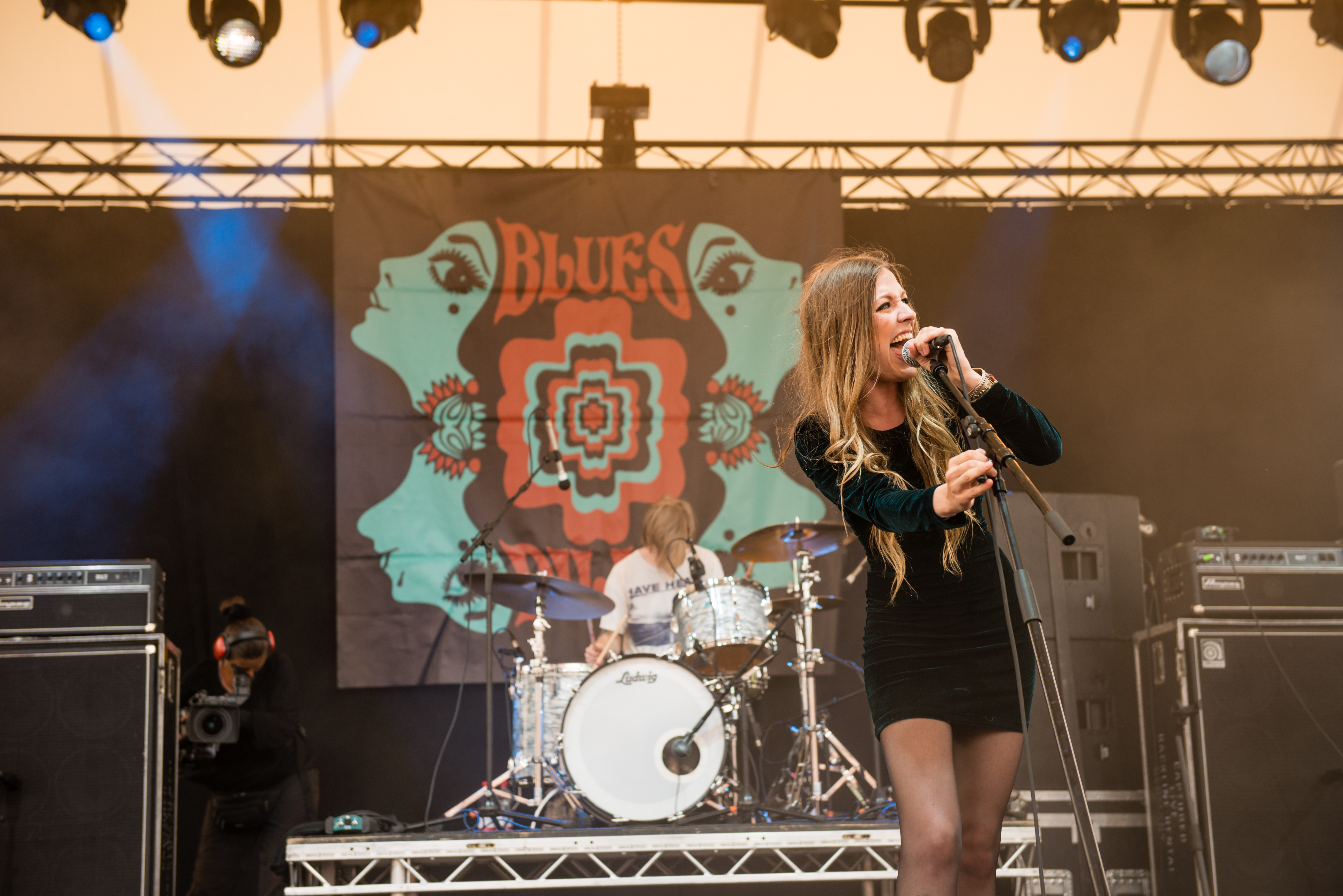
Blues Pills (2014)

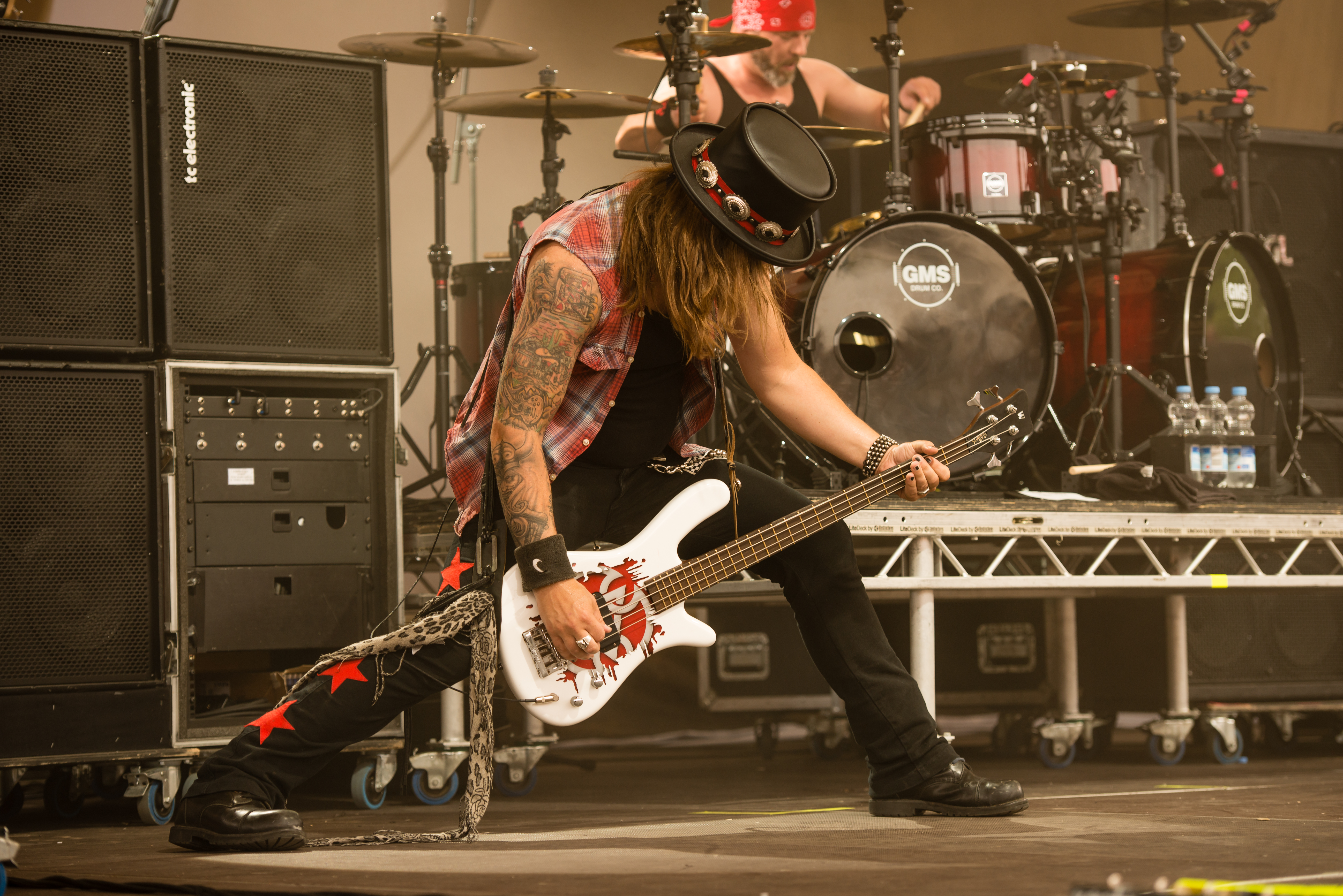
Pretty Maids (2014)

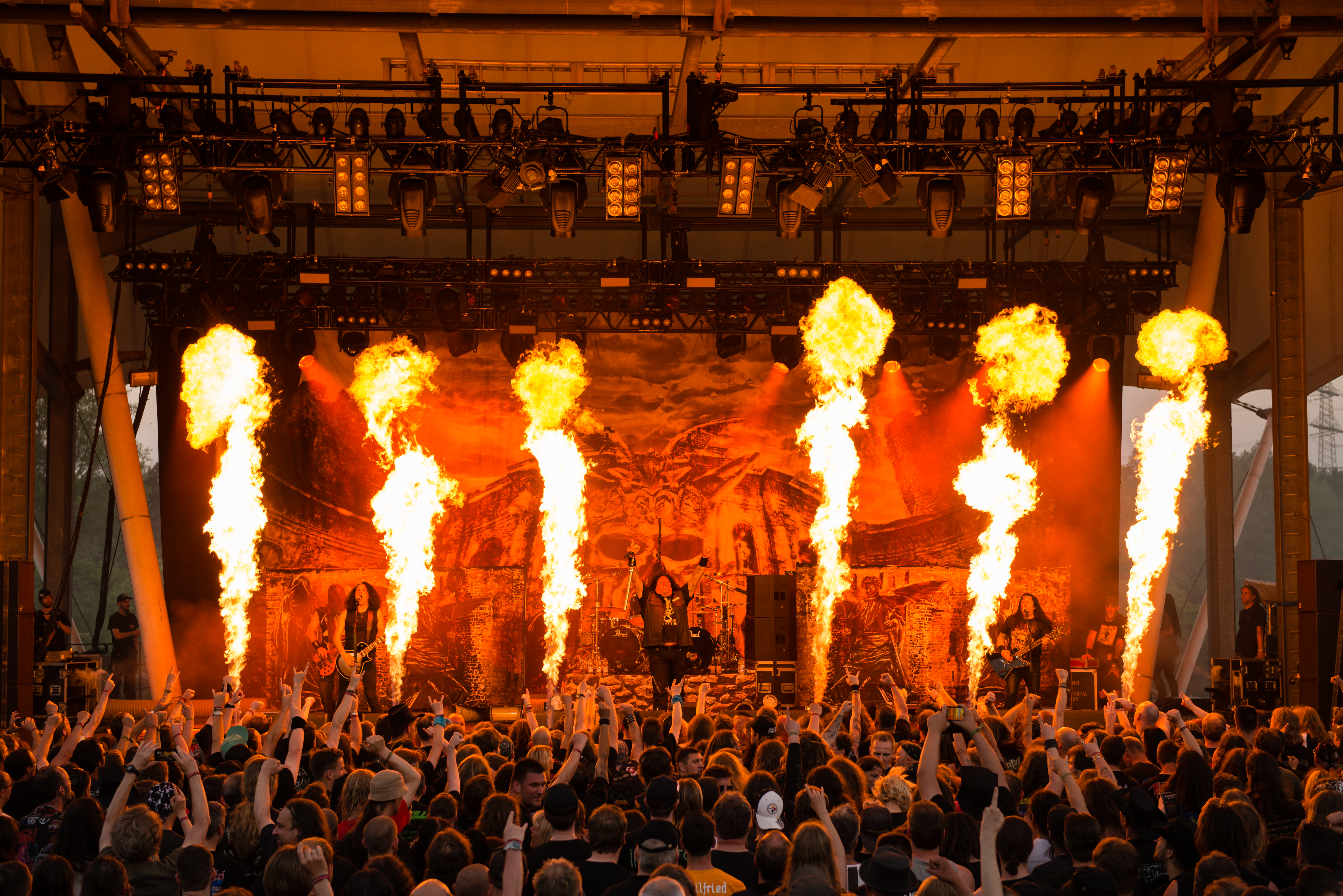
Testament (2014)

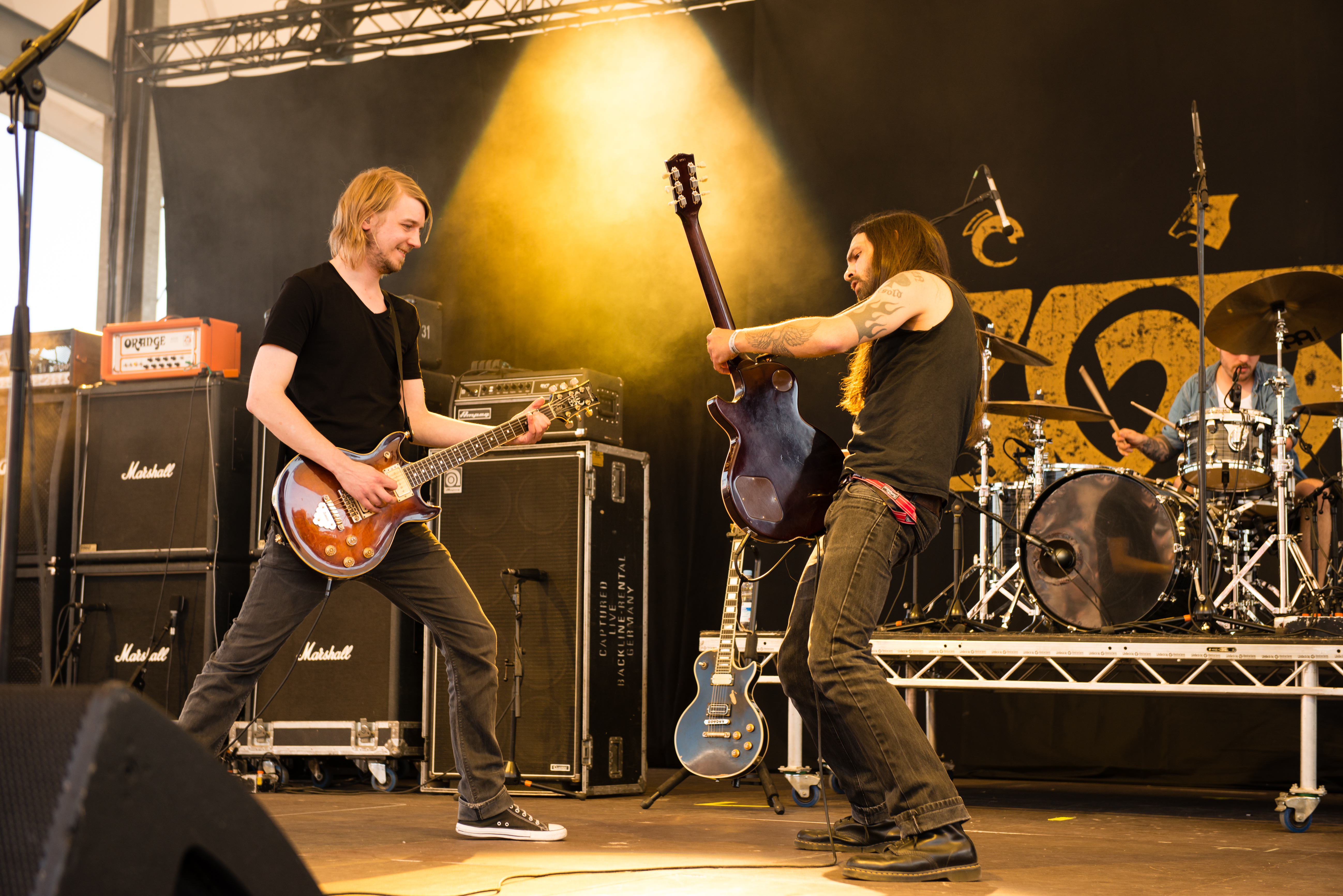
Zodiac (2014)

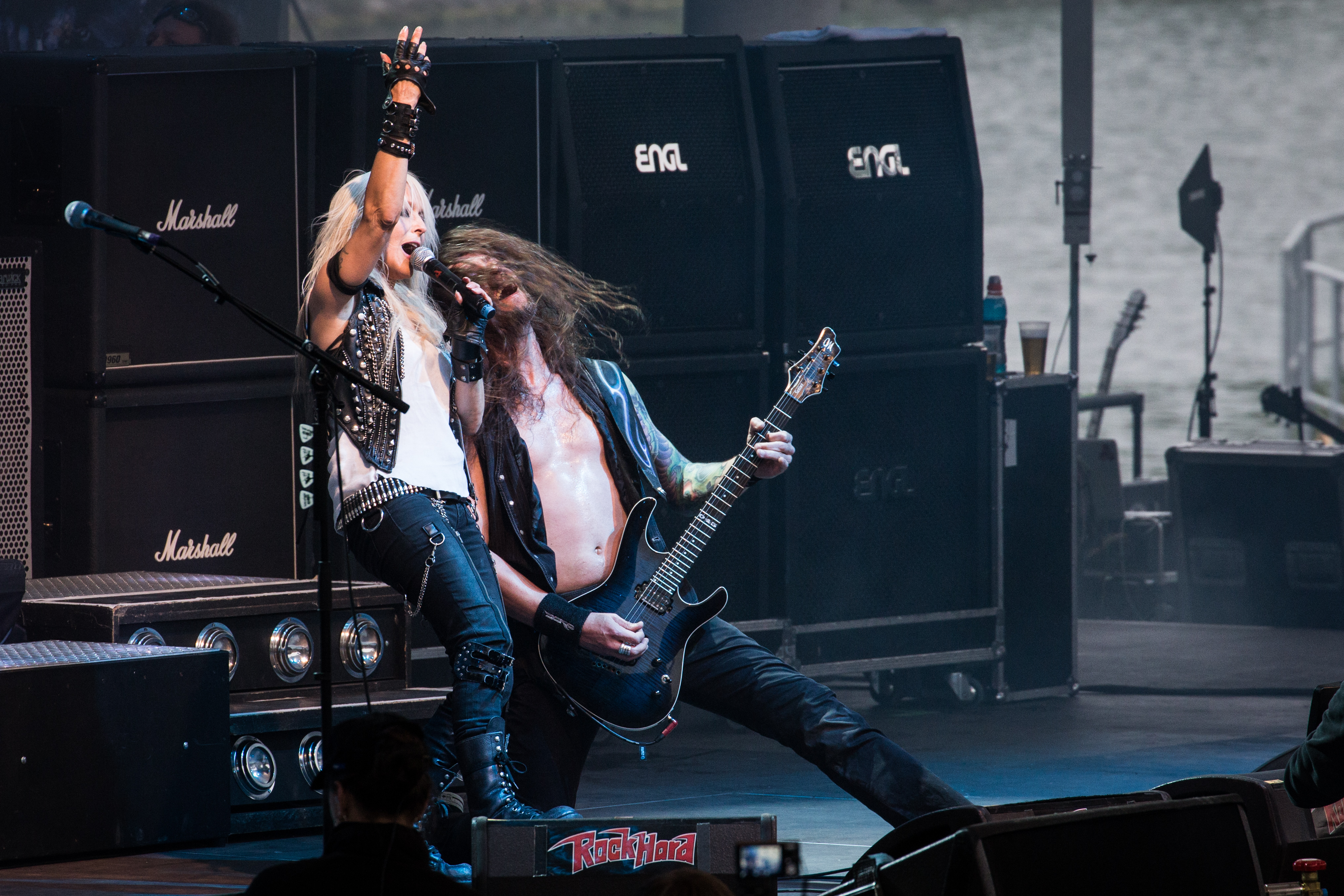
Doro (2015)

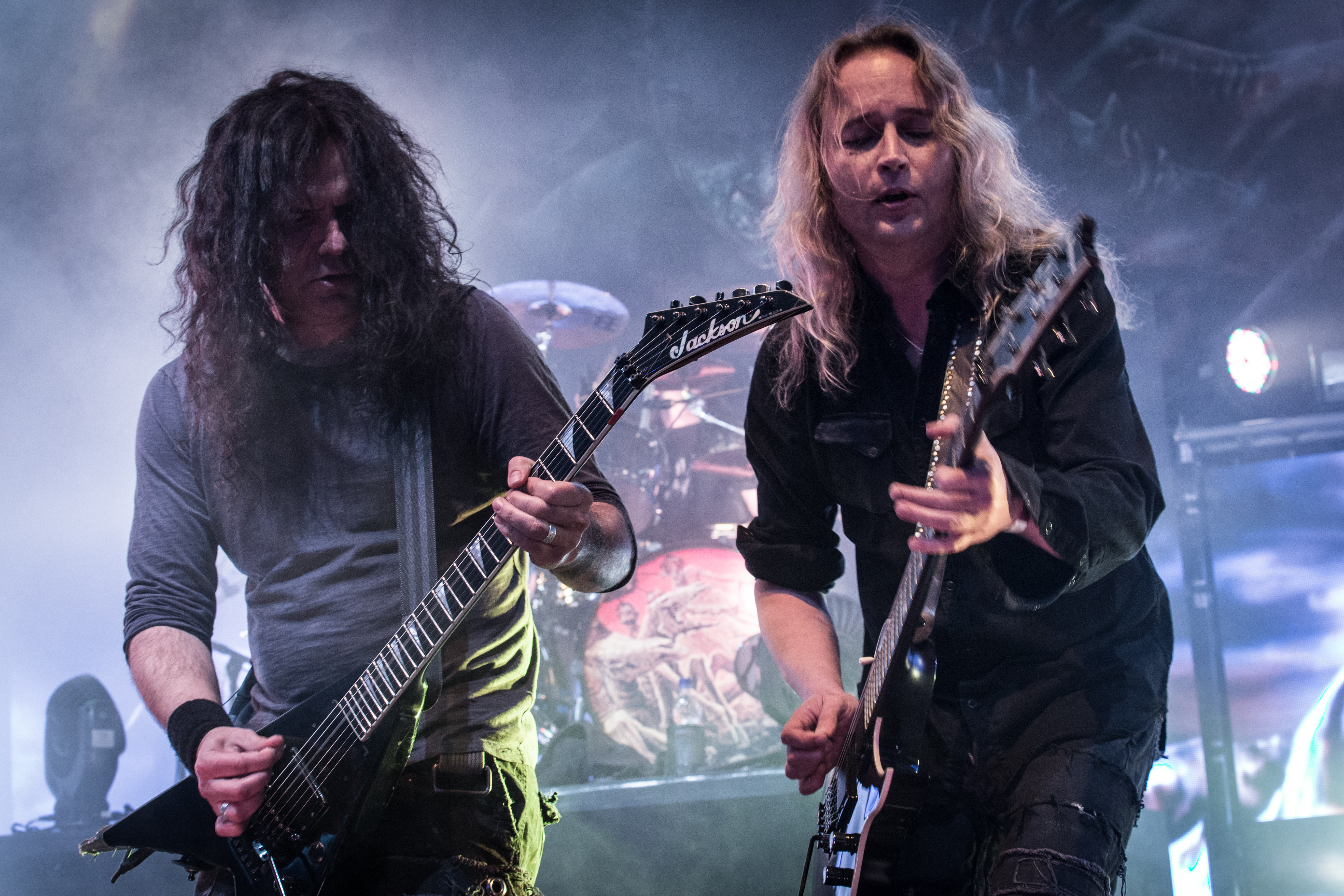
Kreator (2015)

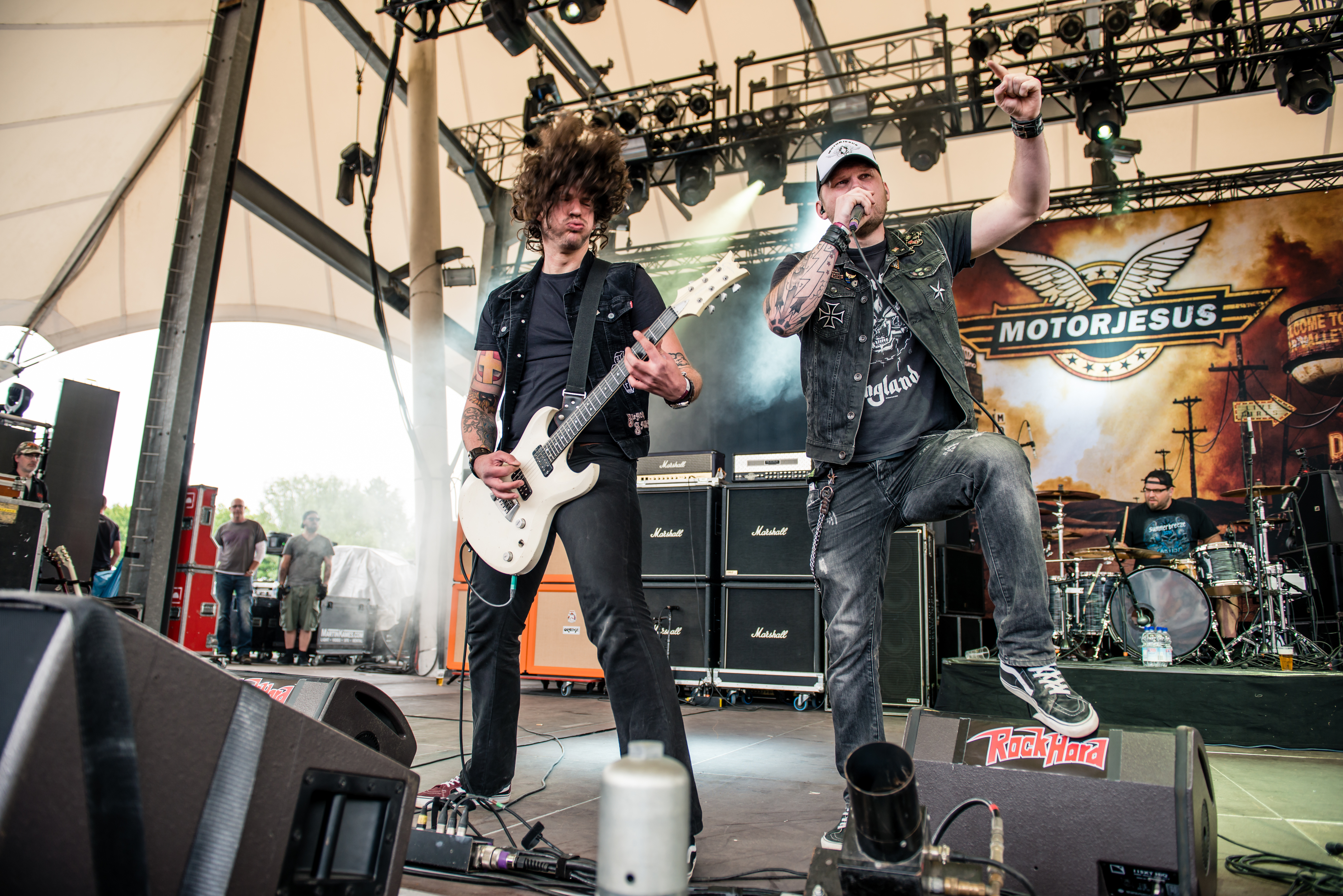
Motorjesus (2015)

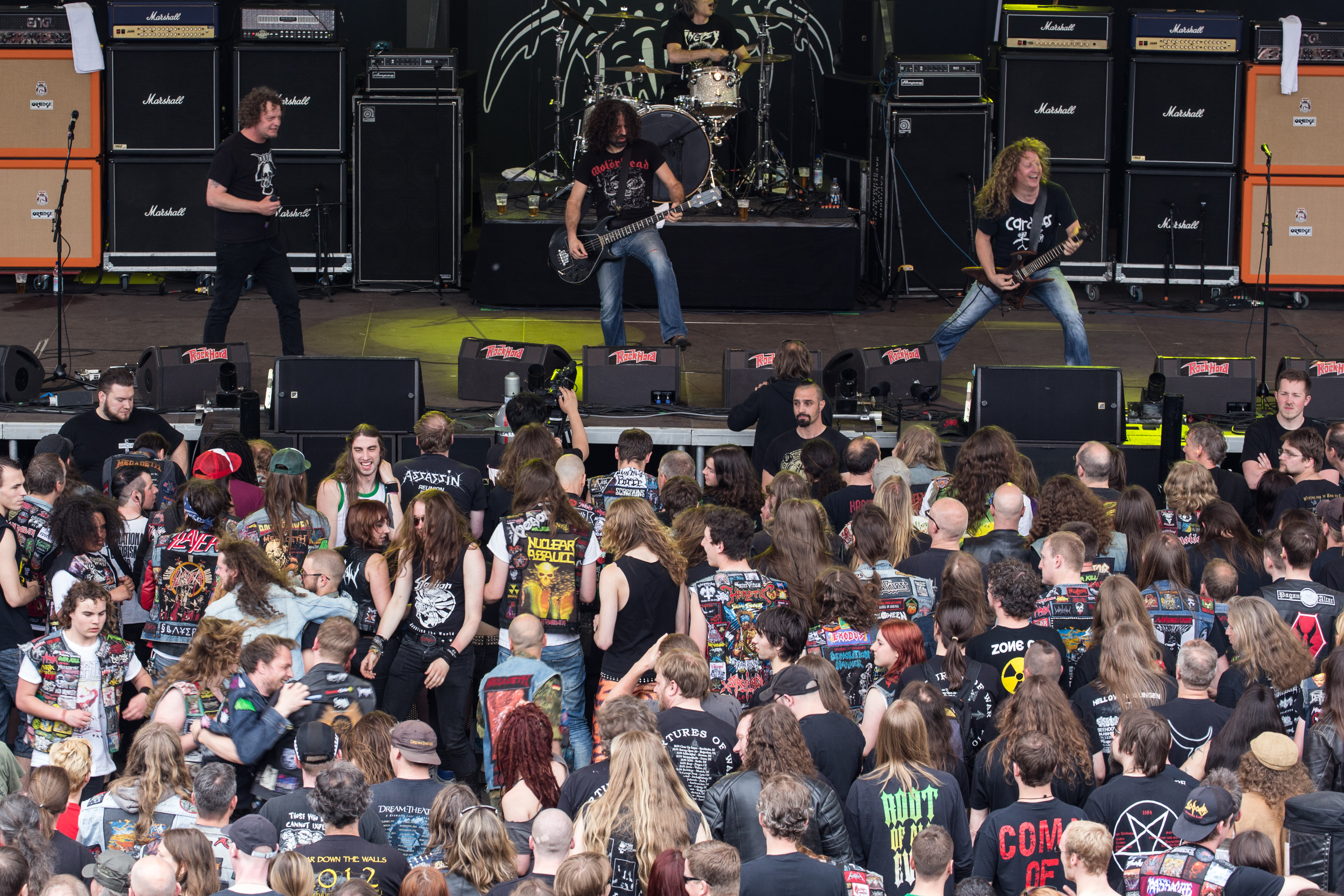
Voivod (2015)

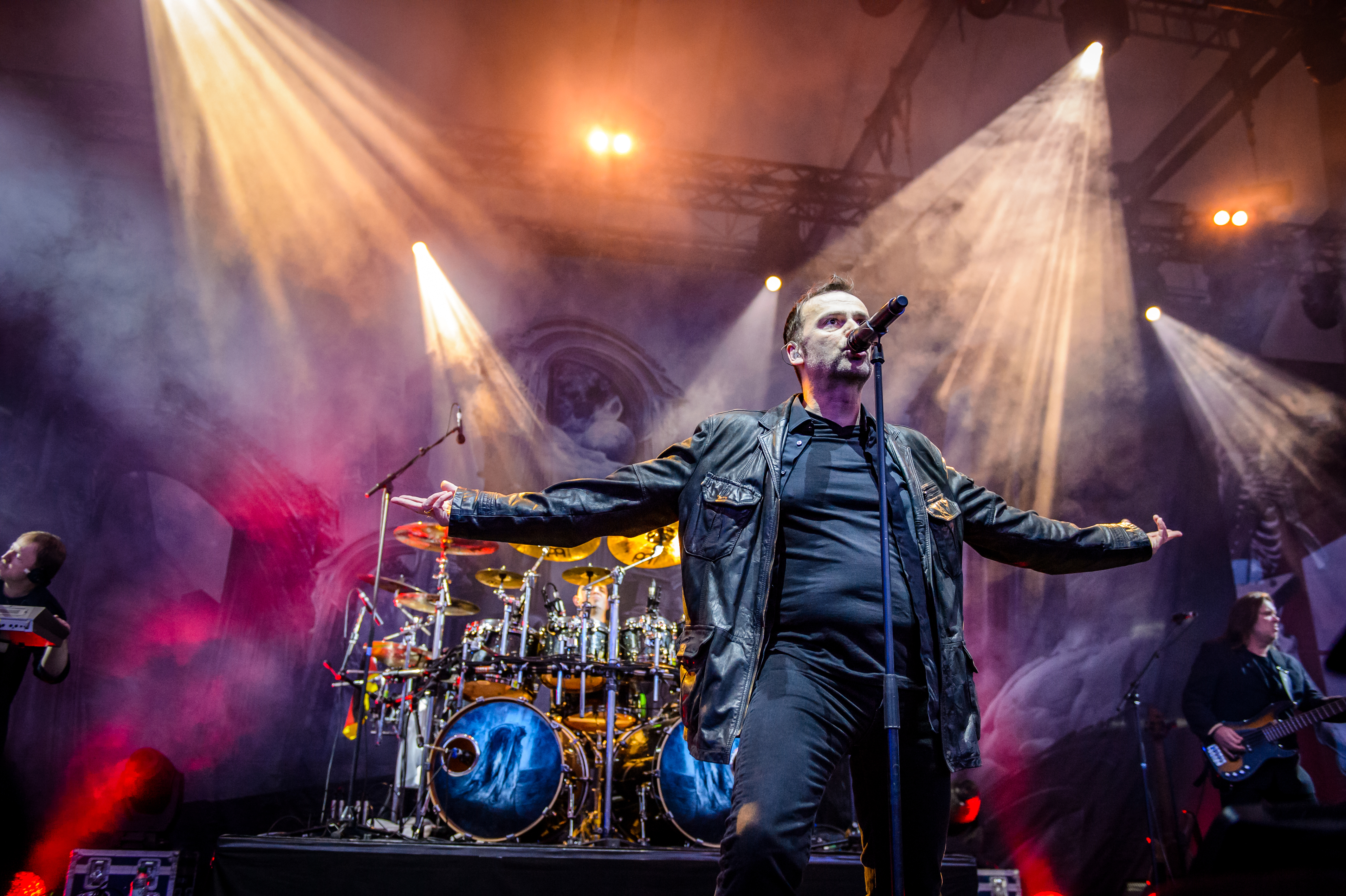
Blind Guardian (2016)

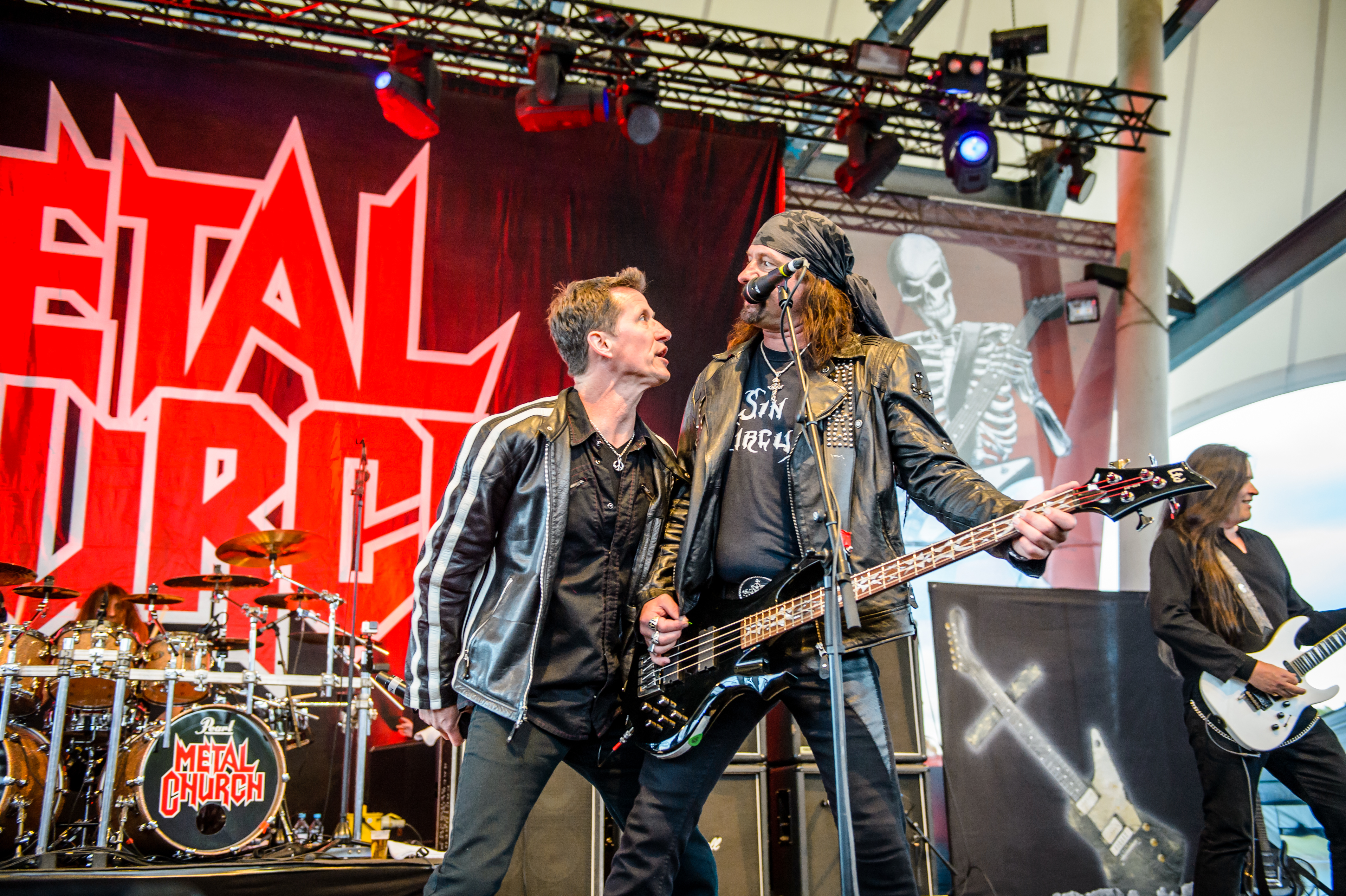
Metal Church (2016)

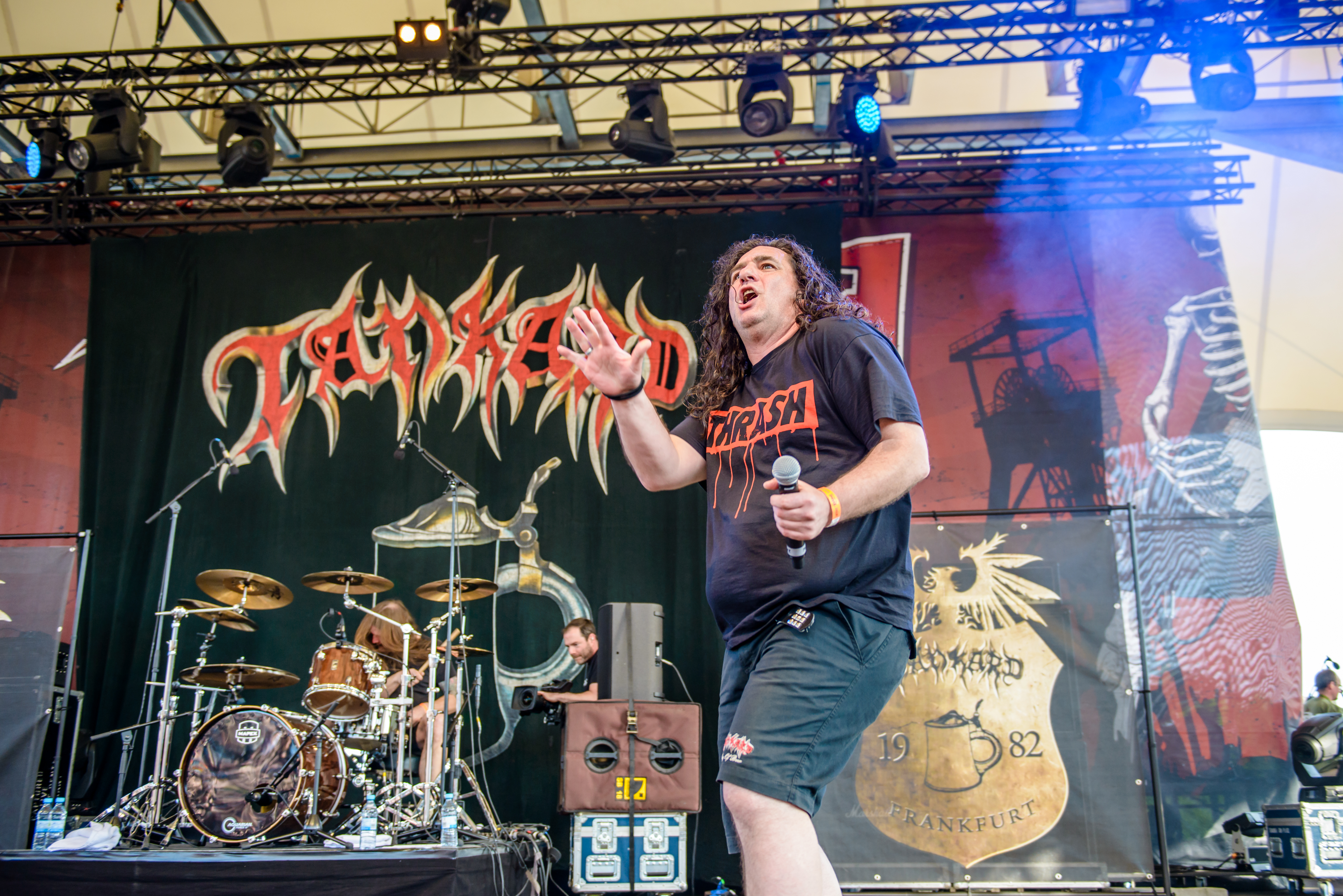
Tankard (2016)

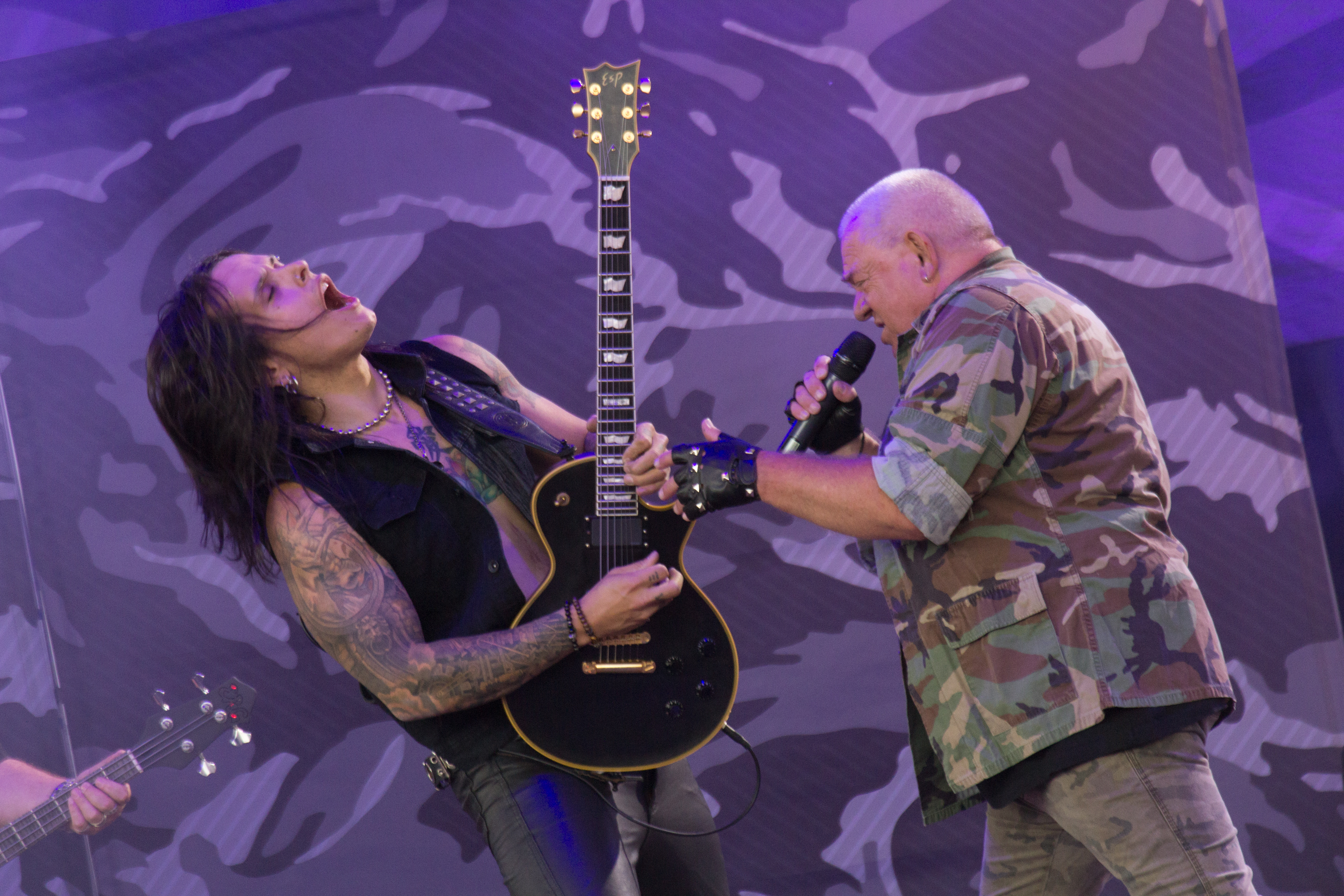
Dirkschneider (2017)

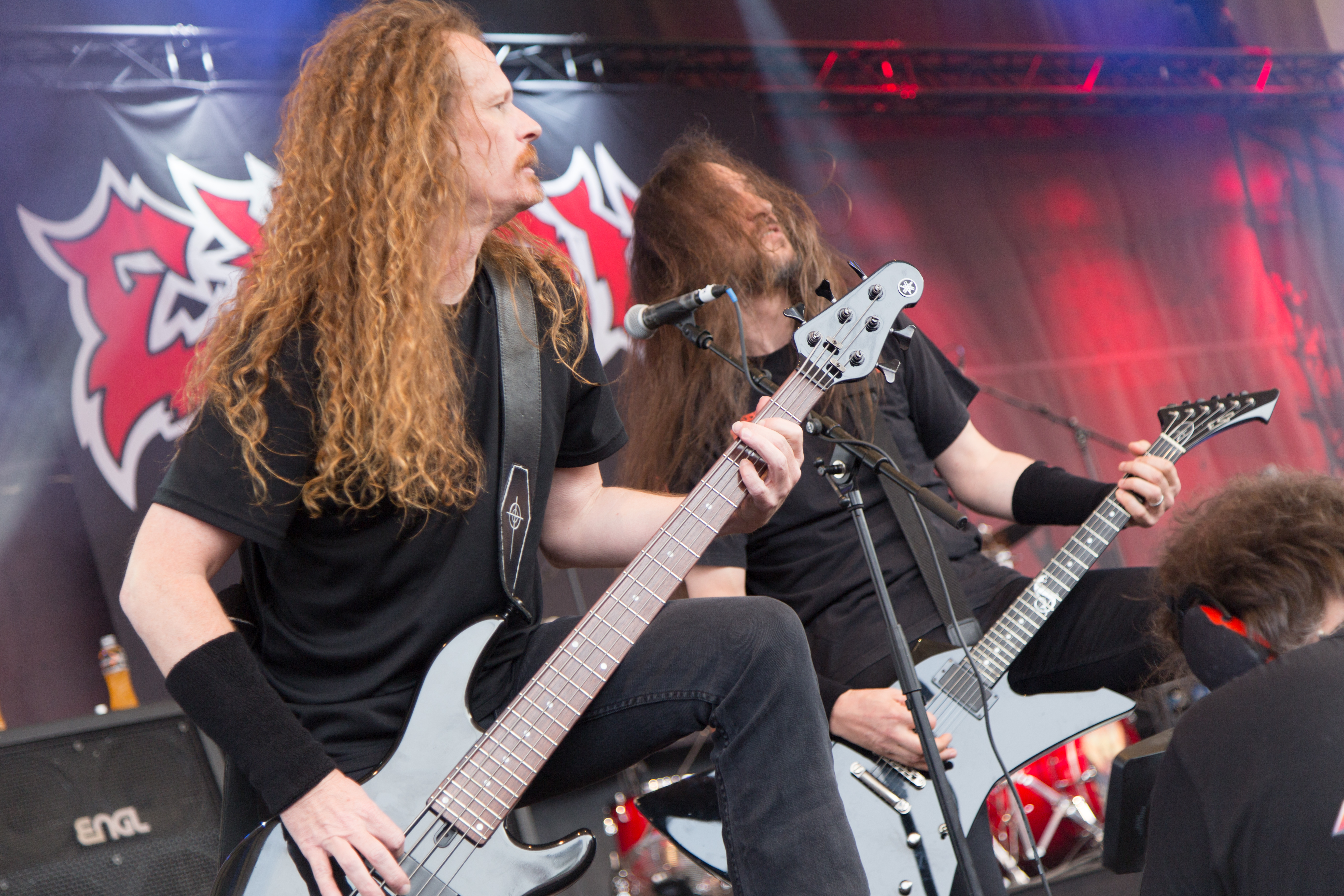
Exodus (2017)

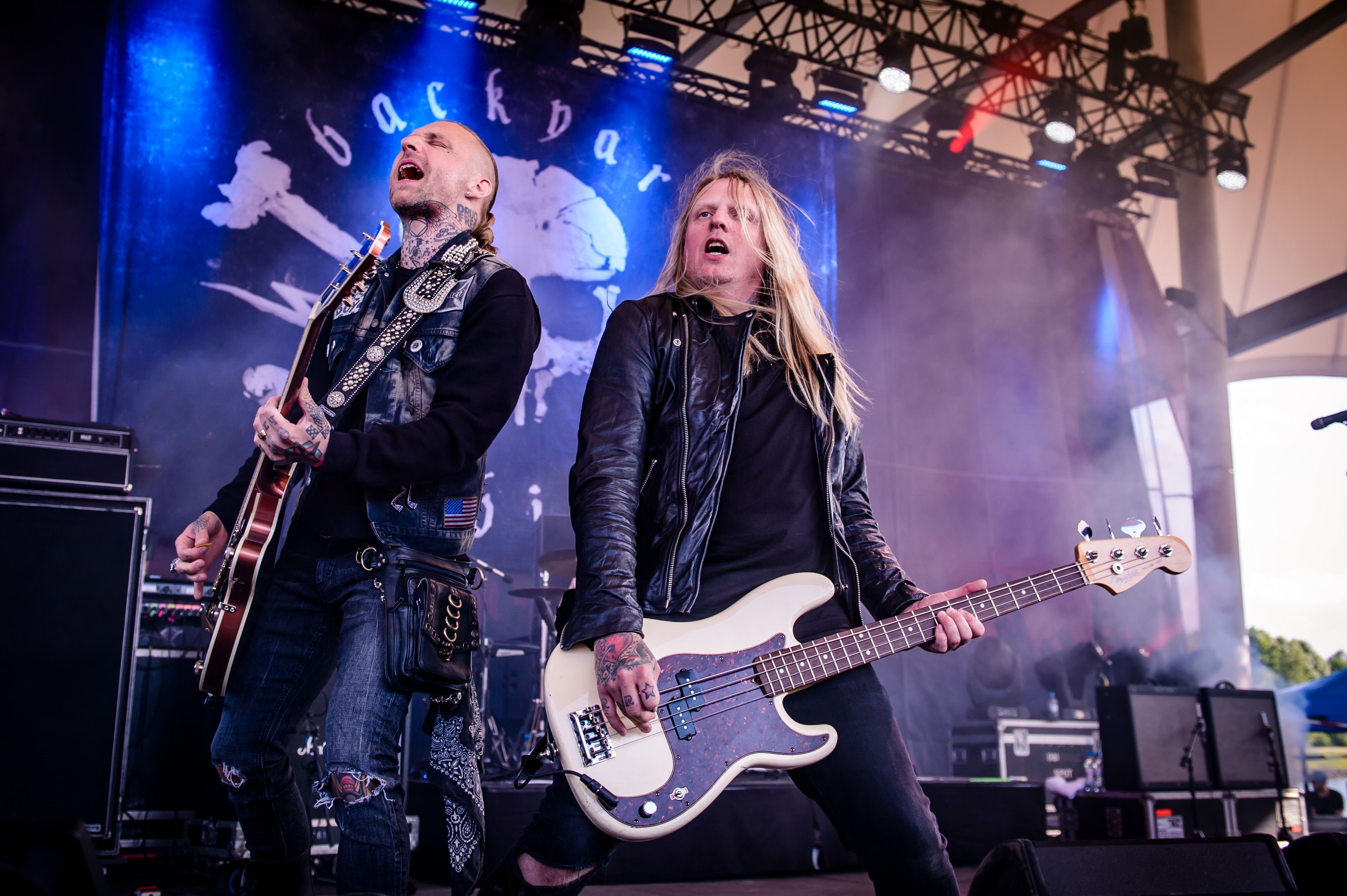
Backyard Babies (2018)

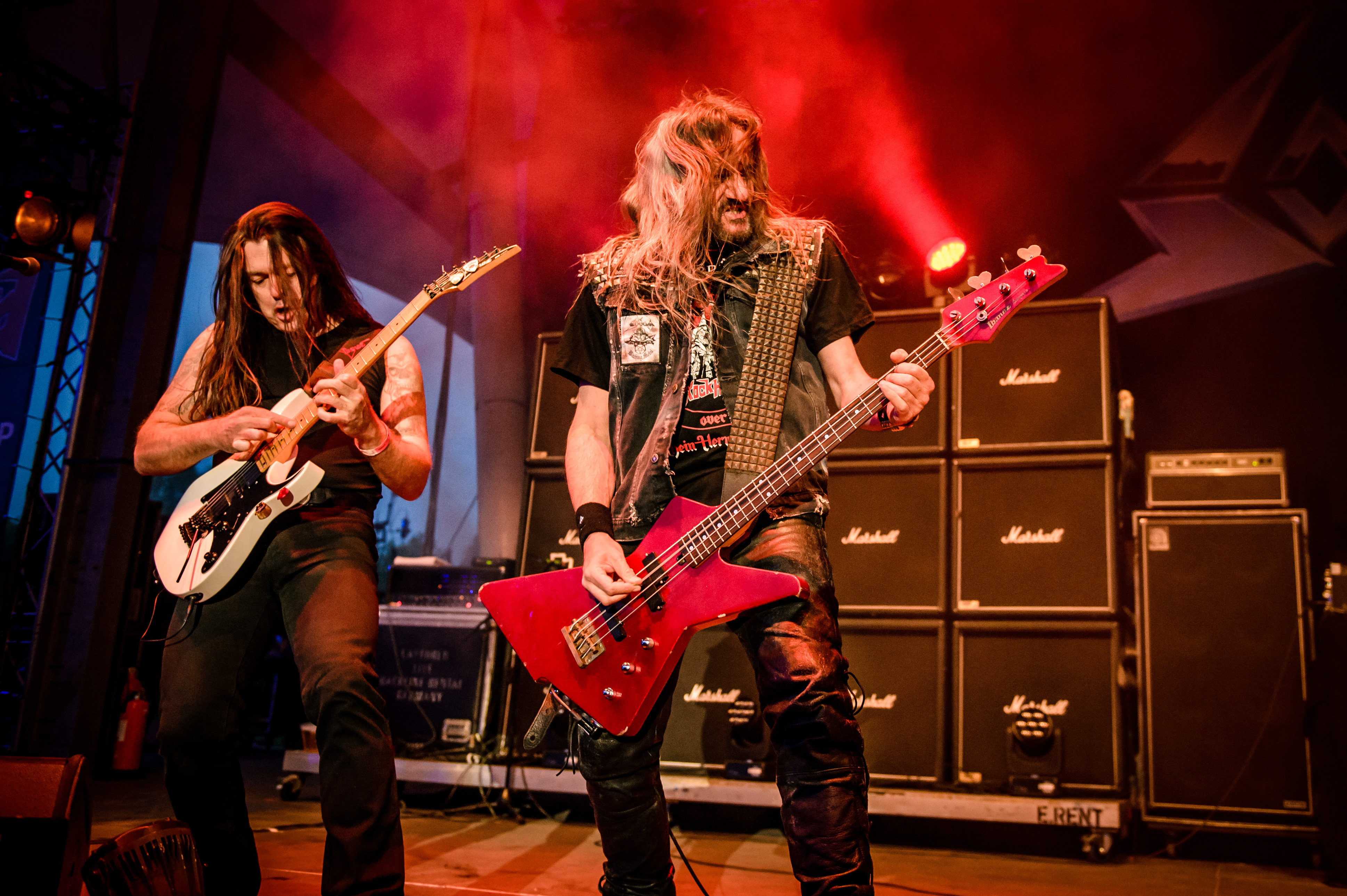
Sodom (2018)

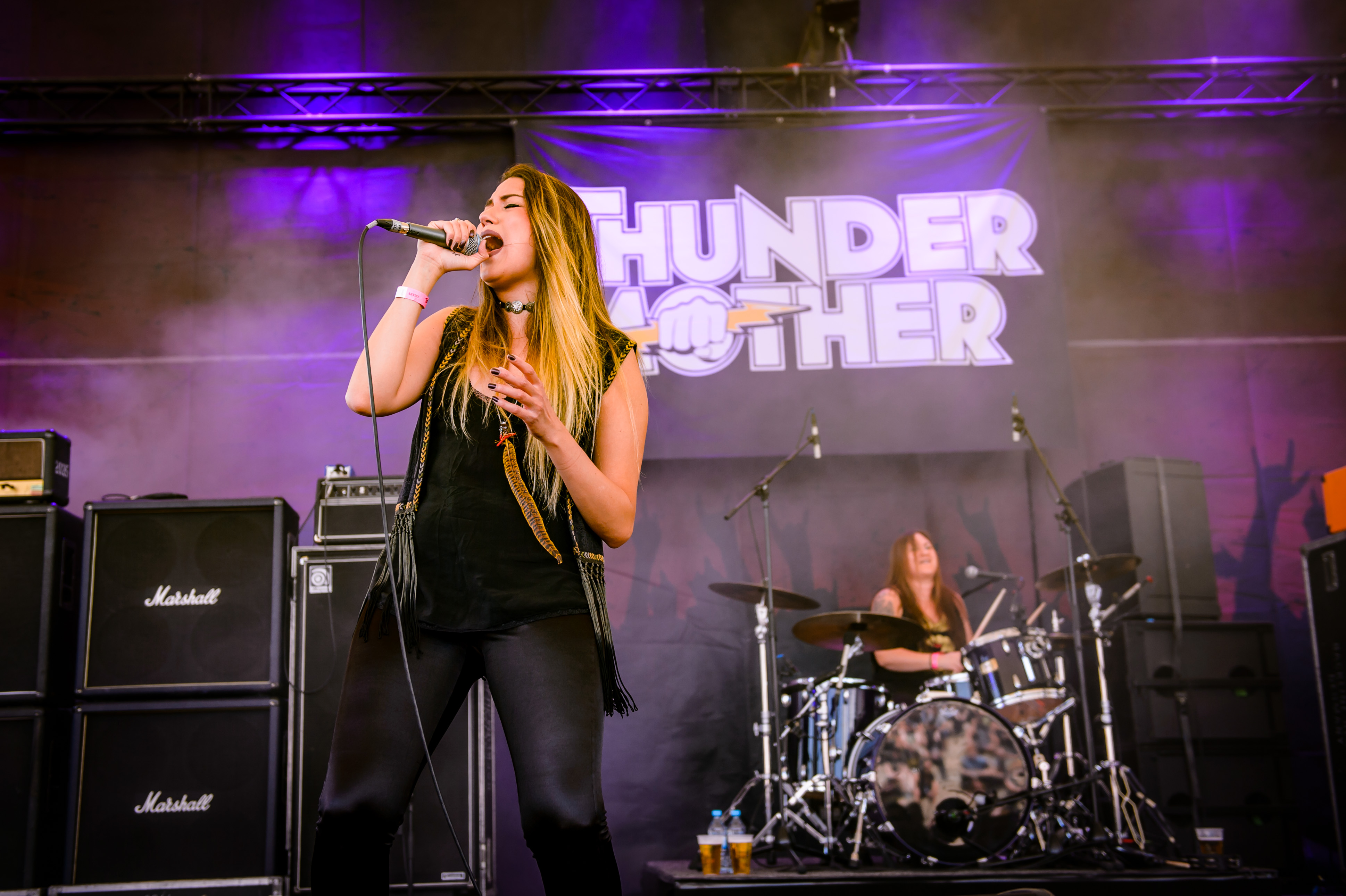
Thundermother (2018)

### 1990er-Jahre

#### 1990
2. Juni: Lichtenfels, Schützenanger: Running Wild, Tankard, Sacred Reich, Sepultura, Mordred, Protector

#### 1991
18. Mai: Berlin, Werner-Seelenbinder-Halle: Sepultura, Armored Saint, Obituary, The Almighty, Blind Guardian, Morgoth
19. Mai: Lichtenfels, Schützenanger (ursprünglich für Sonneberg bei Coburg angekündigt): Kreator, Sepultura, Armored Saint, Morgoth, The Almighty, Blind Guardian, Obituary

#### 1992
6. Juni, Jena (Rasenmühleninsel) Napalm Death, Prong, Obituary, Blind Guardian, Paradise Lost, Pestilence, My Sister’s Machine, Dismember, Skyclad.

#### 1998
9. August; Hagen, Berlethalle: Savatage, Stratovarius, Iced Earth, Hammerfall, Symphony X, Angel Dust, Pegazus

### Ab 2003 im Amphitheater Gelsenkirchen

#### 2003
7.–8. Juni, 7.000 Besucher
Anthrax, Arch Enemy, Blind Guardian, Bolt Thrower, Candlemass, Circle II Circle, Darkane, Doro, God Dethroned, In Flames, Kreator, Nevermore, Saxon, Sodom, Soilwork, Threshold, Tribe After Tribe, Trouble

#### 2004
29.–30. Mai
Dark Tranquillity, Deadsoul Tribe, Desaster, Destruction 1, Exodus, Gamma Ray, Gluecifer, Krokus, Illdisposed 2, In Extremo, Into Eternity, Machine Head, Metal Church, Naglfar, Pink Cream 69, Rage, Stratovarius, Thunderstorm 3

#### 2005
13.–15. Mai
Abandoned, Accept 4, Amon Amarth, Children of Bodom, Communic, Ensiferum, Girlschool, Heaven Shall Burn, Hellfueled, Masterplan, Jon Oliva, Overkill, Pretty Maids, Regicide, Samael, Sentenced 5, Sonata Arctica,
Sunride, Threshold, Unleashed,
Wolf

#### 2006
2.–4. Juni, ca. 6.000 Besucher
Beyond Fear, Bolt Thrower, Brainstorm, Caliban, Celtic Frost 6, Crucified Barbara, Custard, Dio, Edguy, Engel, Evergrey, Fates Warning, Finntroll, Gojira, Legion of the Damned, Mercenary, Morgana Lefay, Mystic Prophecy, Nevermore, Primordial, Randalica, Sodom, Soilwork, Volbeat

#### 2007
25.–27. Mai
Amon Amarth, Armored Saint, Bullet, Cataract, Crucified Barbara, Dark Funeral, Death Angel, Dew-Scented 7, Paul Di’Anno 8, Grave Digger, Hammerfall, Hardcore Superstar, Heaven Shall Burn, Korpiklaani, Maroon, Metal Inquisitor, Naglfar, Axel Rudi Pell, Ross the Boss 9, Sabaton, Spock’s Beard, Tankard, Thin Lizzy, Turisas, Vader

#### 2008
9.–11. Mai
Die Apokalyptischen Reiter, Amorphis, Asphyx, The Claymore, Enemy of the Sun, Enslaved, Exciter, Exodus, Helstar, Iced Earth, Immortal, Jorn, Lake of Tears, Moonsorrow, Napalm Death, Paradise Lost, Sieges Even, The Sorrow, Testament 10, Volbeat, Y&T

#### 2009
29.–31. Mai
Angel Witch, Audrey Horne, Bullet, Children of Bodom, D-A-D, Deströyer 666, DragonForce, Evocation, Firewind, Forbidden, Grand Magus, Hail of Bullets, Heathen, Jag Panzer, Jon Oliva’s Pain, Opeth, Prong, Sacred Reich, Saxon, Tracedawn, UFO, Witchburner

#### 2010
21.–23. Mai
Accept, Artillery, Bloodbath, Bulldozer, Crashdïet, The Devil’s Blood, Evile, Exhorder, Katatonia, Keep of Kalessin, Ketzer, Kreator, Necros Christos, Nevermore, Orden Ogan, Orphaned Land, Rage 11, Raven, Sabaton, Sacred Steel, Sonata Arctica, Virgin Steele

#### 2011
10.–12. Juni
Amorphis, Anacrusis, Atlantean Kodex, Bullet, Contradiction, Down, Dreamshade, Disbelief, Enforcer, Enslaved, Epica, Iced Earth, In Solitude, Metal Inquisitor, Morgoth, Overkill, Postmortem, Primordial, Procession, Triptykon, Vanderbuyst, Vicious Rumors

#### 2012
25.–27. Mai
’77, Alpha Tiger, Bolt Thrower, Deathfist, Dr. Living Dead!, Girlschool, Graveyard, Hell, High Spirits, Krisiun, Jex Thoth, Kvelertak, Magnum, Motorjesus, Ram, Portrait, Psychotic Waltz, Tankard, Turbonegro, Unisonic, Unleashed, W.A.S.P.

#### 2013
17.–19. Mai
Ashes of Ares, Attic, Audrey Horne, D-A-D, Denial of God 12, Desaster, Ensiferum, Fleshcrawl, Gospel of the Horns, Hellish Crossfire, Horisont, King Diamond, Mustasch, Naglfar, Orchid, Orden Ogan, Queensrÿche, Sepultura, Slingblade, Tank, Threshold, U.D.O.

#### 2014
6.–8. Juni
Annihilator, Blues Pills, Carcass, Dead Lord, Decapitated, Die Apokalyptischen Reiter, Insomnium, Iron Savior, Midnight, Monster Magnet, Nocturnal, Obituary, Orphaned Land, Pretty Maids, Roxxcalibur, Sacred Reich, Screamer, Sólstafir, Tesla, Testament 13, Triptykon, Zodiac

#### 2015
22.–24. Mai
Air Raid, Architects of Chaoz, Avatarium, Black Star Riders, Channel Zero, Deserted Fear, Doro, Flotsam and Jetsam, God Dethroned, Kataklysm, Kreator, Michael Schenker Group, Motorjesus, Overkill, Pentagram, Refuge, Sinner, Space Chaser, Spiders, Venom, Voivod

#### 2016
13.–15. Mai
Accu§er, Black Trip, Blind Guardian, Cannibal Corpse, Destruction, Discreation, The Exploited, Grand Magus, Kadavar, Metal Church, Moonspell, Nightingale, Orden Ogan, Riot V, Satan, Sodom, Sorcerer, Sulphur Aeon, Tankard, Tribulation, Turbonegro, Year of the Goat

#### 2017
2.–4. Juni
Asphyx, Behemoth, Blood Ceremony, Blues Pills, Candlemass, D.A.D., The Dead Daisies, Demon, Dirkschneider 14, Dust Bolt, Exodus, Fates Warning, Ketzer, Mantar, Monument, Night Demon, The Night Flight Orchestra, Opeth, Robert Pehrsson’s Humbucker, Ross the Boss 15, Secrets of the Moon, Skyclad

#### 2018
18.–20. Mai
Armored Saint, Attic, Backyard Babies, Cirith Ungol, Coroner, Dawn of Disease, Diamond Head, Dool, Leatherwolf, Marduk, Memoriam, The New Roses, Night Demon, Nocturnal Rites, Overkill 16, Axel Rudi Pell, Uli Jon Roth 17, Saxon, Sodom, Thundermother, Tiamat 18, Traitor

#### 2019
7.–9. Juni
Anthrax, Cannibal Corpse, Carnivore A.D., Chapel of Disease, Fifth Angel, Gamma Ray, Heir Apparent, The Idiots, Lizzy Borden, Long Distance Calling, Magnum, Possessed, Skid Row, The Spirit, Symphony X, Tygers of Pan Tang, Tyler Leads, The Vintage Caravan, Visigoth, Vulture, Watain, Zodiac 19

#### 2020
Die für den 29.–31. Mai 2020 geplante Ausgabe wurde Mitte April wegen der COVID-19-Pandemie abgesagt. Die genannten Bands sollten auftreten.
Accept, Alcest, Atlantean Kodex, Axxis, Blue Öyster Cult, Phil Campbell and the Bastard Sons play Motörhead, Grave Digger, Harlott, Heathen (abgesagt), Indian Nightmare, Insomnium, Michael Monroe, Neck Cemetery, Nifelheim, The Night Flight Orchestra, Razor, Sacred Reich, Sorcerer, Suicidal Angels, Sulphur Aeon, Villagers of Ioannina City

#### 2021
Unter dem Namen Rock Hard One Day fand am 18. September 2021 ein auf einen Tag verkürztes Festival statt.
Asphyx, Darkness, Motorjesus, Rage, Scorched Oak, The Very End, Wolfskull

#### 2022
3.–5. Juni 2022
Accept, Artillery 20, Atlantean Kodex, Asphyx 21, Blind Guardian, Grave Digger, Heathen, Indian Nightmare, Midnight, Michael Monroe, Neck Cemetery, Nifelheim, Night Demon, The Night Flight Orchestra, Psychotic Waltz (abgesagt), Sacred Reich, Sodom (20-minütiger Überraschungsauftritt), Sorcerer, Suicidal Angels, Sulphur Aeon, Villagers of Ioannina City, Wolvespirit

#### 2023
26.–28. Mai 2023
Screamer, Motorjesus, Holy Moses, Vicious Rumours, Benediction, Triptykon, Midnight Rider, Knife, Nestor, Depressive Age, Voivod 22, Brian Downey's Alive and Dangerous, Sodom 23, Testament, Iron Fate, Undertow, Wucan, Legion of the Damned, Enforcer, Tankard, Katatonia, Michael Schenker Group

#### 2024
17.–19. Mai 2024
Air Raid, Amorphis, Bæst, Brutus, Chapel of Disease, D-A-D, Demon, Dread Sovereign, Exhorder, Forbidden, John Diva & The Rockets of Love, KK’s Priest, Maggot Heart, Mystic Prophecy, Primordial, Riot V, Threshold, Thronehammer, Unleashed, Vandenberg, Waltari, Wheel, Wings of Steel